# Philipp I. (Savoyen)

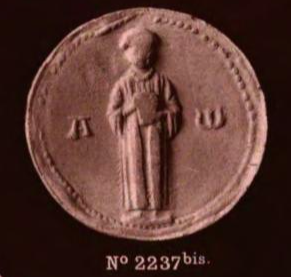
Siegel von Philipp von Savoyen als Erzbischof von Lyon

Philipp I., Graf von Savoyen († 15. August 1285 in La Rochette) war ein Adliger und Geistlicher aus dem Königreich Arelat. Ab 1240 war er Bischof von Valence und dazu ab 1245 auch Erzbischof von Lyon. Als Bischof war er zunächst ein enger Unterstützer der Päpste. Bis 1267 legte er aber seine geistlichen Ämter nieder. Durch Heirat wurde er im selben Jahr Pfalzgraf von Burgund und als Erbe seines Bruders 1268 Graf von Savoyen. Als Graf wurde er in Kriege mit mehreren Nachbarn verwickelt, in denen er sich nur mühsam behaupten konnte.

## Herkunft
Philipp entstammte dem Haus Savoyen. Er wurde zu Beginn des 13. Jahrhunderts als achter und jüngster Sohn von Thomas I. von Savoyen und dessen Frau Margarete von Genf geboren, wobei wie bei seinen Geschwistern keine gesicherten Angaben für ein Geburtsjahr oder Geburtsort überliefert sind. Sein Vater war Graf von Savoyen, einer Grafschaft im zum römisch-deutschen Reich gehörenden Königreich Arelat.

## Frühe Karriere als Geistlicher

### Erwerbung von mehreren Pfründen
Wie mehrere seiner Brüder sollte Philipp als jüngerer Sohn Geistlicher werden. Er wird erstmals am 26. Februar 1231 in Pierre-Châtel erwähnt, als er zusammen mit seiner Mutter und seinen Brüdern eine Schenkung an Kloster Hautecombe bestätigte. Nach dem Tod seines Vaters 1233 erbte sein ältester Bruder Amadeus die Grafschaft Savoyen. Philipp begleitete vermutlich 1236 seinen Bruder Wilhelm und seine Nichte Eleonore von der Provence nach England. Eleonore heiratete dort König Heinrich III., und auf Veranlassung des Königs erhielt Philipp zwischen August 1236 und Januar 1237 die einträglichen Benefiziate von Hillingdon, Oxney und Geddington. Er blieb aber nicht in England, sondern kehrte nach Savoyen zurück.
Im Mai 1239 wurde Wilhelm von Papst Gregor IX. zum Bischof des Bistums Lüttich ernannt. Der Papst legte offenbar großen Wert auf die Unterstützung durch Wilhelm, denn er bedachte auch Philipp mit weiteren Pfründen. Auf Druck des Papstes wurde Philipp 1239 zum Kanoniker an der Kathedrale von Lyon ernannt. Wenig später wurde er zum Dekan der Kathedrale von Metz ernannt, nachdem der bisherige Dekan Jacques zum Bischof von Metz gewählt worden war. Wilhelm von Savoyen starb aber bereits Anfang November 1239, ohne dass er zum Bischof geweiht worden war. Philipps Bruder Thomas, der Graf von Flandern und der an Lüttich angrenzenden Grafschaft Hennegau war, versuchte vergeblich, einen seiner Brüder, vermutlich Philipp, als neuen Bischof von Lüttich vorzuschlagen. Stattdessen wurde im März 1240 Robert de Turotte, der bisherige Bischof von Langres, zum neuen Bischof gewählt.

### Die sogenannte Schlacht von Lausanne
Bereits zuvor wurde Philipp aber als Kandidat für das Amt des Bischofs von Lausanne gehandelt. Bischof Bonifatius von Lausanne hatte offenbar aufgrund seiner Gegnerschaft mit dem Kathedralkapitel im Sommer 1239 auf sein Amt verzichtet. Die meisten Mitglieder des Kathedralkapitels entstammten den Adelsfamilien der Region. Von diesen waren eine Reihe Gegner des Hauses Savoyen, vor allem Amadeus, ein Sohn des mit Philipps Bruder Peter verfeindeten Grafen Wilhelm II. von Genf. Sie schlugen Jean de Cossonay, einen Adligen aus der Region als neuen Bischof vor. Eine Mehrheit des Kathedralkapitels war jedoch mit dem Haus Savoyen verbündet und wählte Philipp zum neuen Bischof. Diese umstrittene Bischofswahl führte zur sogenannten Schlacht von Lausanne, in der die Grafen von Genf und die Grafen von Savoyen um die Vormacht in der Region der heutigen westlichen Schweiz kämpften. Papst Gregor IX. war bereits davon ausgegangen, dass die Wahl umstritten sein würde. Am 18. Juli 1239 hatte er Erzbischof Gottfried von Besançon und Bischof Robert de Turotte von Langres beauftragt, einen neuen Bischof auszuwählen, falls das Kathedralkapitel sich nicht innerhalb von drei Monaten auf einen neuen Bischof einigen könne. Tatsächlich hatte Philipp bei der Wahl zwar eine Mehrheit, aber nicht die erforderliche Zweidrittelmehrheit der Stimmen erreicht. Die Unterstützer von Philipp protestierten nun aber gegen die Entscheidung des Papstes, die Entscheidung an zwei andere Bischöfen zu übertragen. Dabei beriefen sie sich erfolgreich auf die alten Privilegien des Kathedralkapitels. Daraufhin bestimmte der Papst am 29. November 1239, dass eine Neuwahl unter der Aufsicht der beiden Bischöfe stattfinden solle. Erzbischof Gottfried lud nun das Kathedralkapitel zur Wahl nach Autrey-lès-Gray ein. Dies lehnten die Unterstützer von Philipp ab, während die Unterstützer von Jean de Cossonay erschienen und ihn unter der Aufsicht der beiden Bischöfe zum neuen Bischof wählten. Während die Unterstützer von Philipp gegen diese Wahl beim Papst Einspruch einlegten, baten die Unterstützer von Cossonay den Papst um die Bestätigung der Wahl. Gregor IX. befand sich nun in einer schwierigen Lage, da er versuchte, im Konflikt mit Kaiser Friedrich II. die Unterstützung des Hauses Savoyen zu gewinnen.
In der Stadt Lausanne war die Bevölkerung in der Frage, wer der nächste Bischof sein solle, gespalten. Während die Bewohner der aristokratisch geprägten Oberstadt, in der sich die Kathedrale und die Bischofsburg befand, Philipp unterstützten, unterstützten die Kaufleute und Handwerker aus der Unterstadt Jean de Cossonay, der vermutlich aus der Stadt stammte. Als Peter von Savoyen, ein Bruder von Philipp, von der Wahl erfuhr, zog er im Frühjahr 1240 mit einem Heer nach Lausanne und begann mit einer Belagerung. Sein Schwiegervater Aymon II. de Faucigny hatte bereits als Schutzherr des Bistums eine Besatzung in die Oberstadt geschickt, trotzdem konnten die Savoyer die Stadt nicht erobern. Der Papst delegierte am 10. Juli 1240 die Entscheidung über den neuen Bischof an den Abt und den Propst des Klosters Ainay und an den Sakristan der Kirche Saint Paul de Lyon. Unter ungeklärten Umständen ernannten diese Jean de Cossonay zum Bischof, obwohl der Papst sich offenbar für Philipp ausgesprochen hatte. Philipp erkannte die Entscheidung an und erhob keinen Anspruch mehr auf das Amt des Bischofs von Lausanne.

### Wahl zum Bischof von Valence
Am 1. Juni 1240 wurde Philipp zum Dekan der Kathedrale von Vienne ernannt. Nach dem Tod von Franco de Maldegem, dem Kanzler von Flandern und Propst der Sint-Donaaskathedraal in Brügge im Juli 1240 wurde er durch den Einfluss seines Bruders Thomas dessen Nachfolger als Kanzler und Propst. Dazu war er als Nachfolger seines Bruders Wilhelm vor Juni 1240 zum Bischof des südfranzösischen Bistums Valence gewählt worden. Der Papst beauftragte Kardinal Giacomo da Pecorara, die Eignung von Philipp für das Bischofsamt zu überprüfen. Nachdem dieser Philipp als geeignet befunden hatte, wurde die Wahl vermutlich noch von Gregor IX. vor dessen Tod bestätigt.

## Dienst für den englischen König
Nachdem Philipps Bruder Bonifatius zum Erzbischof von Canterbury gewählt worden war und sein Bruder Peter nach England gereist und dort von König Heinrich III. reich beschenkt worden war, reiste vermutlich auch Philipp 1241 wieder nach England. Dort erhielt er den Auftrag, zusammen mit Peter in die Provence zu reisen. In der Provence schlossen sie im Juli 1242 in Tarascon den Vertrag für die Heirat ihrer Nichte Sancha mit Richard von Cornwall, dem Bruder des englischen Königs. Philipp sollte die Braut nach England geleiten, was angesichts des Kriegs zwischen England und Frankreich aber eine schwierige Aufgabe war. Philipp reiste mit Sancha und ihrer Mutter Beatrix, der Schwester von Philipp, im Mai 1243 zunächst nach Bordeaux, das in englischen Besitz war. Dort trafen sie den englischen König, der Philipp zum Dank für seine Unterstützung zum Rektor von Reculver ernannte und ihm zwei Monate später 1000 Mark schenkte. Philipp segelte vermutlich im September 1243 mit dem König von der Gascogne aus nach England, wo ihm der König auch noch das Amt des Rektors von Wingham verschaffte. Sancha von der Provence reiste dagegen mit ihrer Mutter erst im November 1243 nach England, wo dann am 23. November die Hochzeit stattfand. Für seine Dienste zur Vorbereitung seiner Hochzeit war Philipp sehr großzügig belohnt worden. Möglicherweise hatte er aus seinen englischen Pfründen inzwischen jährliche Einkünfte von über 1000 Mark.

## Fehde mit den Grafen von Valentinois

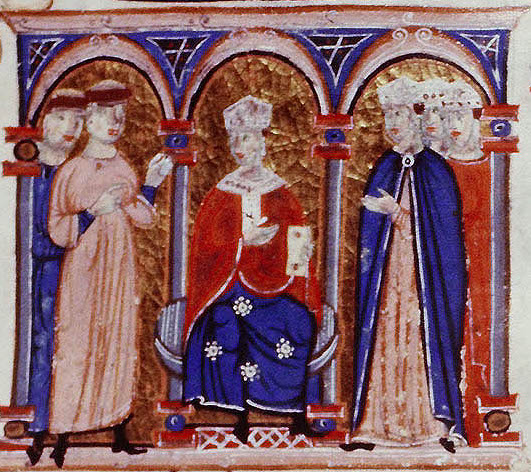
Papst Innozenz IV. leitet das Erste Konzil von Lyon. Um 1278 entstandene Darstellung.

Vor Februar 1244 kehrte Philipp in sein Bistum Valence zurück. Die Diözese war trotz der finanziellen Unterstützung, die der Papst seinem Bruder Wilhelm gewährt hatte, immer noch hoch verschuldet. Graf Aymar II. de Valentinois, der Ansprüche auf Besitzungen des Bistums erhob, hatte die Vakanz nach dem Tod von Wilhelm und die Abwesenheit von Philipp ausgenutzt, um seine Position wieder zu festigen. Dazu hatte er sich erneut Graf Raimond VII. von Toulouse und dessen Vertreter in seinen Besitzungen in der Provence, Barral des Baux verbündet. Aymar II. wurde inzwischen von seinem Enkel Aymar III. unterstützt. Dieser war inzwischen volljährig geworden und beschuldigte seinen verstorbenen Vormund Wilhelm, sein Erbe veruntreut zu haben. Sein Großvater Aymar II. versuchte, auch den jungen Guigues VII., Dauphin des Viennois, durch ein Heiratsbündnis auf seine Seite zu ziehen, doch im Dezember 1241 verlobte sich der Dauphin mit Beatrix, der Tochter von Philipps Bruder Peter. Trotz der fehlenden Unterstützung durch den Dauphin begann Aymar III. von Valentinois 1243 eine Fehde gegen das Bistum Valence. Sein Großvater Aymar II. lenkte jedoch ein und war vor 1244 zu Verhandlungen bereit. Schließlich wurde der Konflikt Erzbischof Jean de Bernin von Vienne und Barral des Baux geschlichtet. Danach erhielt Aymar III. die Burgen von Étoile, Chabrillan und Châteaudouble als Lehen des Bischofs von Valence zurück. Dazu wurde ihm eine Zahlung von 8000 Mark erlassen, die er nach einem Urteil von Kaiser Friedrich II. an den Bischof von Valence zahlen sollte. Philipp durfte dagegen die Burg von Mirmande sowie die umstrittenen Besitzungen des Barons Silvion de Crest behalten. Dazu sollte Aymar III. ihm 5000 Livres Viennois zahlen, wofür Philipp als Pfand die Burgen Ponzin, Gigors und Pontaix erhielt. Damit war die Schlichtung vor allem für Philipp vorteilhaft, denn wie er selbst zugeben musste, waren die meisten der umstrittenen Burgen lange Zeit im Besitz der Grafen von Valentinois gewesen.

## Ernennung zum Erzbischof von Lyon

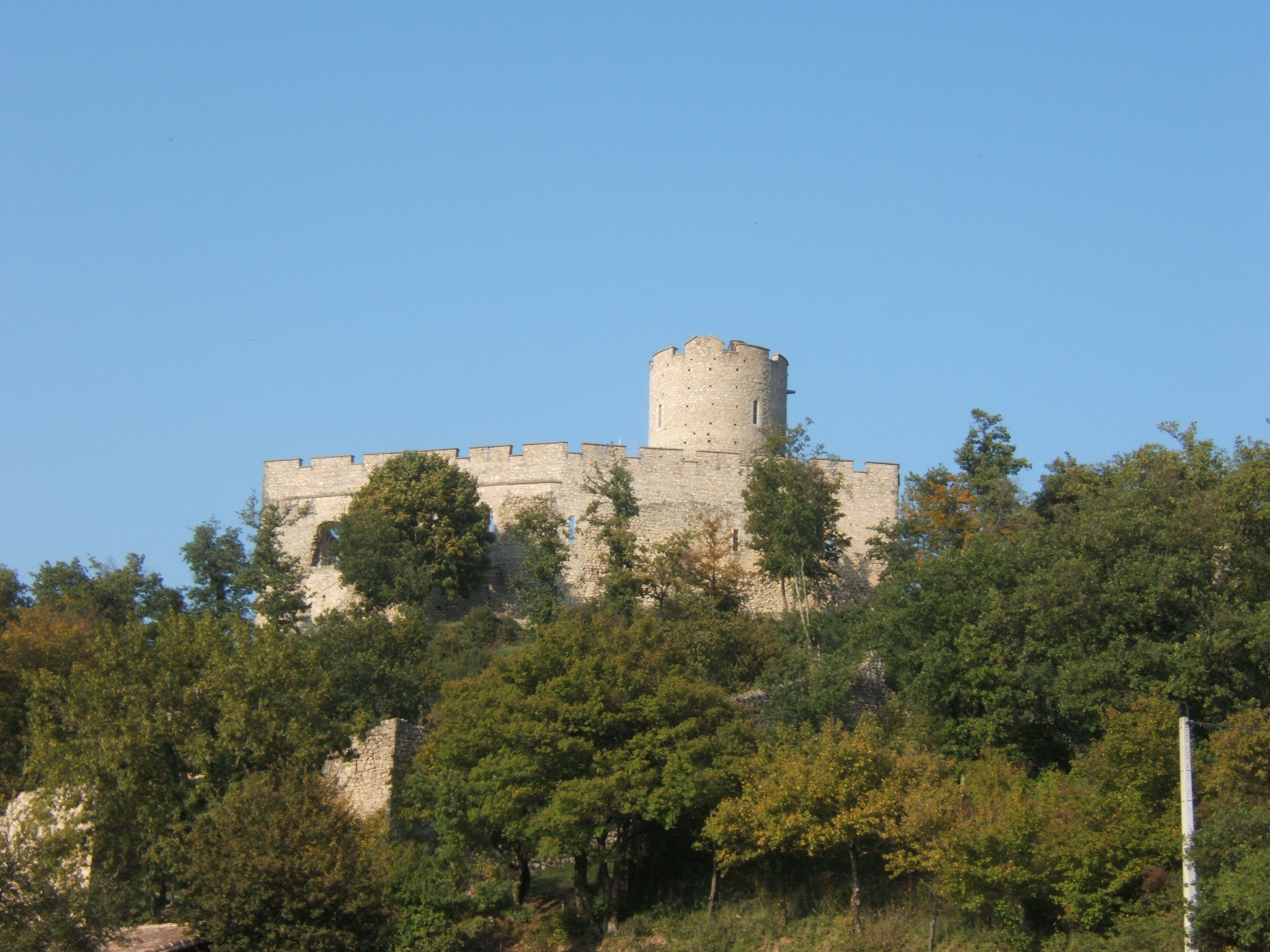
1250 konnte Philipp das Château de Fallavier erobern

Vor dem 8. Mai 1244 wandte sich Philipp an Papst Innozenz IV. und bat ihn, ihn von seinem Amt als Bischof zu entbinden. Der Papst gab dem Gesuch nach, doch dann wurde Philipp in den Konflikt zwischen dem Papst und Kaiser Friedrich II. verwickelt. Innozenz wollte aus Furcht vor dem Kaiser seinen Sitz nach Lyon verlegen und flüchtete 1244 zunächst nach Genua. Da der Seeweg von dort in die Provence von einer kaiserlich-pisanischen Flotte beherrscht wurde und auch der Weg entlang der Rhone durch kaisertreue Barone bedroht wurde, wollte der Papst durchs Piemont und über den Col du Mont Cenis ziehen. Dieser Weg führte durch das Herrschaftsgebiet von Philipps Bruder Amadeus von Savoyen, der bislang ein treuer Unterstützer des Kaisers war. Wahrscheinlich suchte Philipp den Papst in Genua auf und versicherte ihm, dass Amadeus ihm den Übergang über die Alpen gewähren würde. Im November überquerte der Papst in Begleitung von Philipp und mit Unterstützung von Amadeus den verschneiten Col du Mont Cenis. Am 2. Dezember 1244 erreichte er zusammen mit Philipp das sichere Lyon. Dort beauftragte der Papst Philipp, zusammen mit den Ritterorden der Templer und Hospitaliter für seine Sicherheit zu sorgen. Ab Juni 1245 nahm Philipp am Konzil von Lyon teil, während dem der Papst den Kaiser für abgesetzt erklärte. Nach dem Ende des Konzils bewegte der Papst Erzbischof Aimeric von Lyon, auf sein Amt zu verzichten, und ernannte Philipp zu seinem Nachfolger. Philipp wurde aber nicht zum Bischof und noch nicht einmal zum Priester geweiht. Noch 1263 tadelte ihn Papst Urban IV., weil er noch nicht einmal zum Subdiakon geweiht worden war. Als Elekt durfte Philipp aber seine bisherigen Benefiziate und Einkünfte behalten, darunter auch das Amt des Bischofs von Valence. Im November 1245 gehörte er zum Gefolge des Papstes, als dieser sich mit dem französischen König Ludwig IX. im Kloster Cluny traf. Anfang 1246 führte er zusammen mit Karl von Anjou, dem jüngsten Bruder des französischen Königs, ein Heer nach Aix. Dort entsetzten sie Philipps Schwester, die verwitwete Gräfin Beatrix von der Provence und ihre gleichnamige Tochter Beatrix. Beatrix war von ihrem Vater zur alleinigen Erbin der Provence eingesetzt worden. Als Karl von Anjou am 31. Januar 1246 die jüngere Beatrix heiratete und dadurch Graf der Provence wurde, war Philipp anwesend. Papst Innozenz IV. belohnte ihn dafür mit der Gewährung von Privilegien für das Erzbistum Lyon.

## Bischof von Valence und Erzbischof von Lyon
Trotz seines Amtes als Erzbischof von Lyon vertrat Philipp auch weiter die Interessen des Bistums Valence. Im Herbst 1245 konnte er für das Bistum die Burgen Soyons und Le Mollard erwerben. Im Dezember 1245 vermittelte er erfolgreich in einem Grenzstreit zwischen seinem Bruder Amadeus und dem Dauphin von Viennois. Ende 1246 diente er erneut als Vermittler in einem Streit zwischen dem Dauphin und den Kanonikern von Romans. Am 4. Oktober 1248 konnte er von seinem alten Gegner Aymar III de Valentinois, der in einer Fehde vom Dauphin hart bedrängt wurde, erhebliche Zugeständnisse wie Zollfreiheiten erlangen. Wenige Wochen später, noch im Oktober 1248 vermittelte Philipp erfolgreich in einem Streit zwischen seinem Bruder Bonifatius und Etienne II. von Thoire-Villars um Nantua und andere Besitzungen. Neben diesen konnte er noch in eine Reihe weiterer Konflikte im Rhone-Tal vermitteln. 1249 unterstützte er Renaud de Bâgé-Châtel, den Seigneur von Bresse, gegen Bischof Seguin de Lugny von Mâcon. Zur Buße für den Streit nahm Bâgé-Châtel am Kreuzzug teil, während dem er 1250 starb. In seinem Testament hatte er Bresse zwischen seinen beiden Söhnen Gui und Renaud aufgeteilt und Philipp zu einem seiner Testamentsvollstrecker ernannt. Als Testamentsvollstrecker verteidigte Philipp nun die Aufteilung von Bresse gegen die Proteste des älteren Sohns Gui de Bâgé, der einen größeren Erbanteil beanspruchte.
Obwohl er nicht zum Bischof geweiht worden war und trotz seiner politischen Aktivitäten übte Philipp auch sein Amt als Erzbischof von Lyon gewissenhaft aus. Mit der Ausübung seiner geistlichen Aufgaben beauftragte er den Dominikaner Guillaume Perault. Er selbst konzentrierte sich auf seine Verwaltungsaufgaben. Ostern 1251 spielte er eine wichtige Rolle, als der neue römisch-deutsche König Wilhelm von Holland zur Krönung durch den Papst nach Lyon reiste. Das Kathedralkapitel von Lyon bestand vor allem aus machtbewussten Angehörigen des Adels der Region. Philipp gelang es, meist ein gutes Verhältnis zum Kapitel zu bewahren und bestätigte im Juni 1251 die neuen Statuten des Kapitels. Von 1253 bis 1254 kam es zu einer Fehde zwischen dem Erzbistum Lyon und Graf Aymar III. von Valentinois, bis durch die Vermittlung benachbarter Adliger ein Waffenstillstand geschlossen werden konnte. Zusammen mit Erzbischof Jean de Bernin von Vienne schlug Philipp die Grande Chartreuse als Versammlungsort für das Generalkapitel des Kartäuserordens vor. Nach dem Rücktritt von Bischof Aymo von Grandson von Genf überwachte er die Ernennung eines Nachfolgers und kümmerte sich um eine angemessene Versorgung des alten Bischofs.

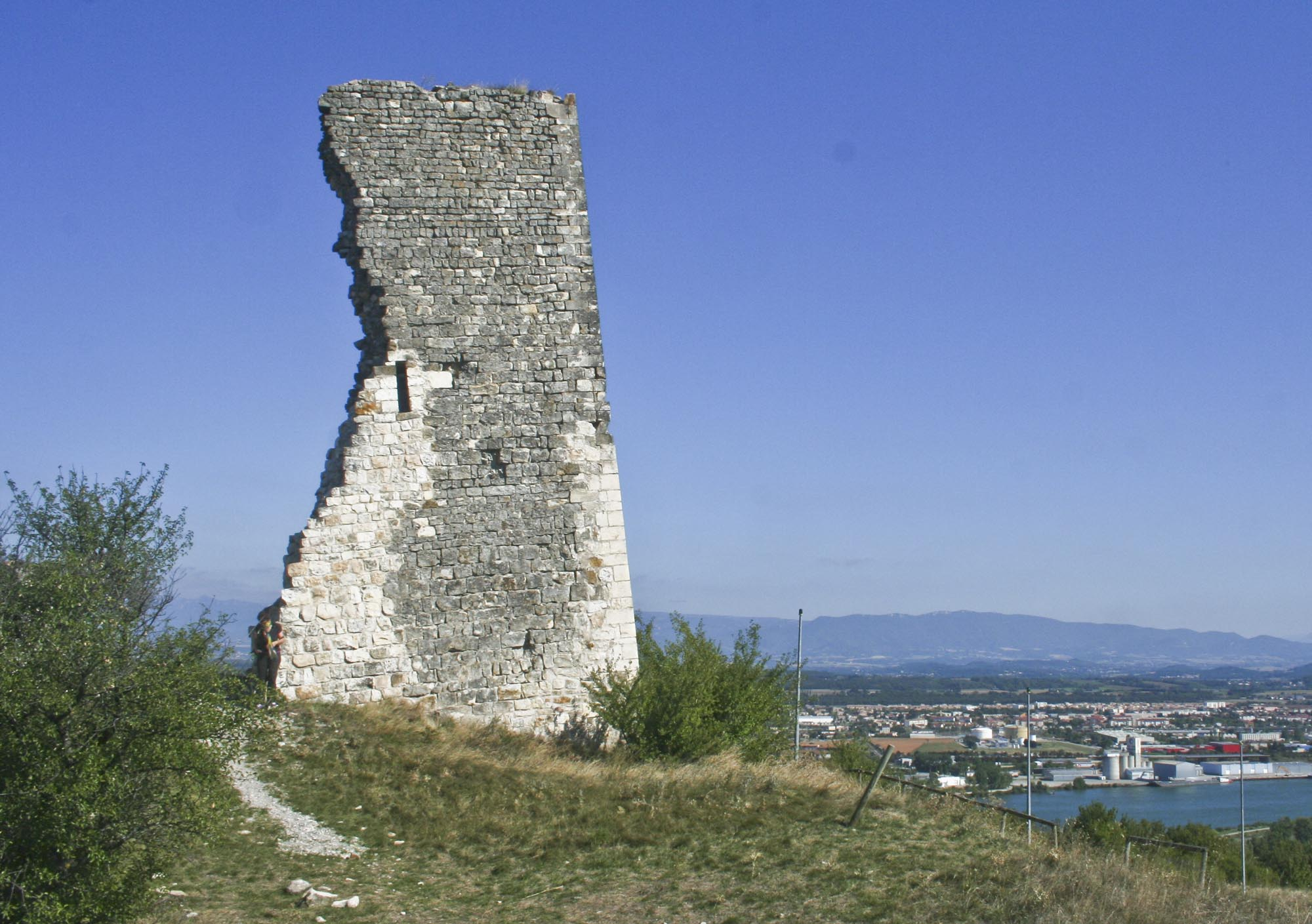
Die Reste des Tour Penchee bei Soyons, den Philipp 1245 für die Diözese Valence erwarb

## Aufbau einer eigenen Herrschaft im Viennois
Im Dezember 1245 hatte Philipp Saint-Symphorien-d’Ozon im nördlichen Viennois als eigene Herrschaft erworben. Dies führte 1250 zu einer Fehde mit Albert, Seigneur de La Tour du Pin. Der Seigneur de la Tour du Pin wurde von Graf Wilhelm von Genf unterstützt, einem Gegner von Philipps Bruder Peter. Durch die Unterstützung von Peter konnte Philipp den Seigneur de la Tour du Pin besiegen und das Château de Fallavier bei Saint-Quentin-Fallavier erobern. Albert und sein Sohn mussten Peter von Savoyen für ihre Herrschaft huldigen. In den nächsten Jahren konnte Philipp seine Besitzungen um Saint-Symphorien-d’Ozon durch Ankauf oder Tausch erweitern. 1254 kaufte er Besitz bei Pont-de-Beauvoisin und anderen Orten. Der Seigneur de la Tour du-Pin hatte im Konflikt mit Philipp seine Herrschaft Saint-André-en-Revermont als Lehen der Diözese Lyon nehmen müssen. Philipp konnte ab 1255 dann die Rechte an der Herrschaft aufkaufen.

## Verhältnis zu seinen Brüdern
Trotz seiner Ämter behielt Philipp einen engen Kontakt zu seinen Brüdern. Anders als Peter, Bonifatius und teils auch Thomas diente er aber trotz seiner Benefiziate in England nur gelegentlich als Diplomat für den englischen König. Im März 1250 gehörte er zusammen mit Peter der von Richard von Cornwall geführten Delegation an, die in Paris eine Verlängerung des Waffenstillstands zwischen England und Frankreich aushandelte. Sein Bruder Bonifatius hatte trotz seiner Wahl zum Erzbischof von Canterbury zunächst einen Teil seiner bisherigen geistlichen Ämter behalten. Schließlich erkannte er, dass er seine Ämter nicht zugleich ausüben konnte. 1252 wurde Philipp sein Nachfolger als Propst von Nantua und 1253 als Prior der Kathedrale von Belley. Nach dem Tod seines ältesten Bruders Amadeus im Juni 1253 forderte Philipp zusammen mit seinem Bruder Peter eine neue Aufteilung des Erbes. Schließlich kam es 1255 zu einer Einigung mit Thomas, der für Bonifaz, dem minderjährigen Sohn von Amadeus die Regentschaft in Savoyen übernommen hatte. Dabei erhielt Philipp als Lehen von Savoyen die Burgen von Tolvon, Voiron und Burg Bocsozel, so dass er seinen Besitz im Viennois erweitern konnte. Dazu erhielt er von ihm geforderte Geldzahlungen. Auch Peter musste auf die meisten seiner Forderungen verzichten. Im Juni 1255 setzte er in seinem Testament Philipp als seinen Haupterben ein, während er seiner einzigen Tochter Beatrix nur Teile seiner Besitzungen vermachte. Philipp hatte Peter seit August 1251 tatkräftig bei der Eroberung des Waadtlands unterstützt. Von 1254 bis 1255 unterstützte er Peter im Krieg mit Graf Hartmann dem Jüngeren von Kyburg und mit der Stadt Freiburg. Nach der Gefangennahme seines Bruders Thomas in einer Fehde mit der Stadt Asti 1255 unterstützte Philipp Peter im weiteren Kampf gegen Asti und Turin. Nach der Freilassung von Thomas 1257 unterstützte er seinen Bruder weiter. Nach dessen Tod 1259 beriet er den minderjährigen Graf Bonifaz und dessen Regenten. Im Juli 1262 nahm Philipp an dem Treffen des englischen und des französischen Königs in Saint-Maur-des-Fossés teil, an dem auch die beiden Königinnen teilnahmen. Der englische König erkannte bei dem Treffen Philipp als Erben seiner Brüder Amadeus und Thomas an, die beide von ihm eine jährliche Pension erhalten hatten. Daraufhin erhielt Philipp ab 1263 aus England eine jährliche Pension in Höhe von 1000 Mark.

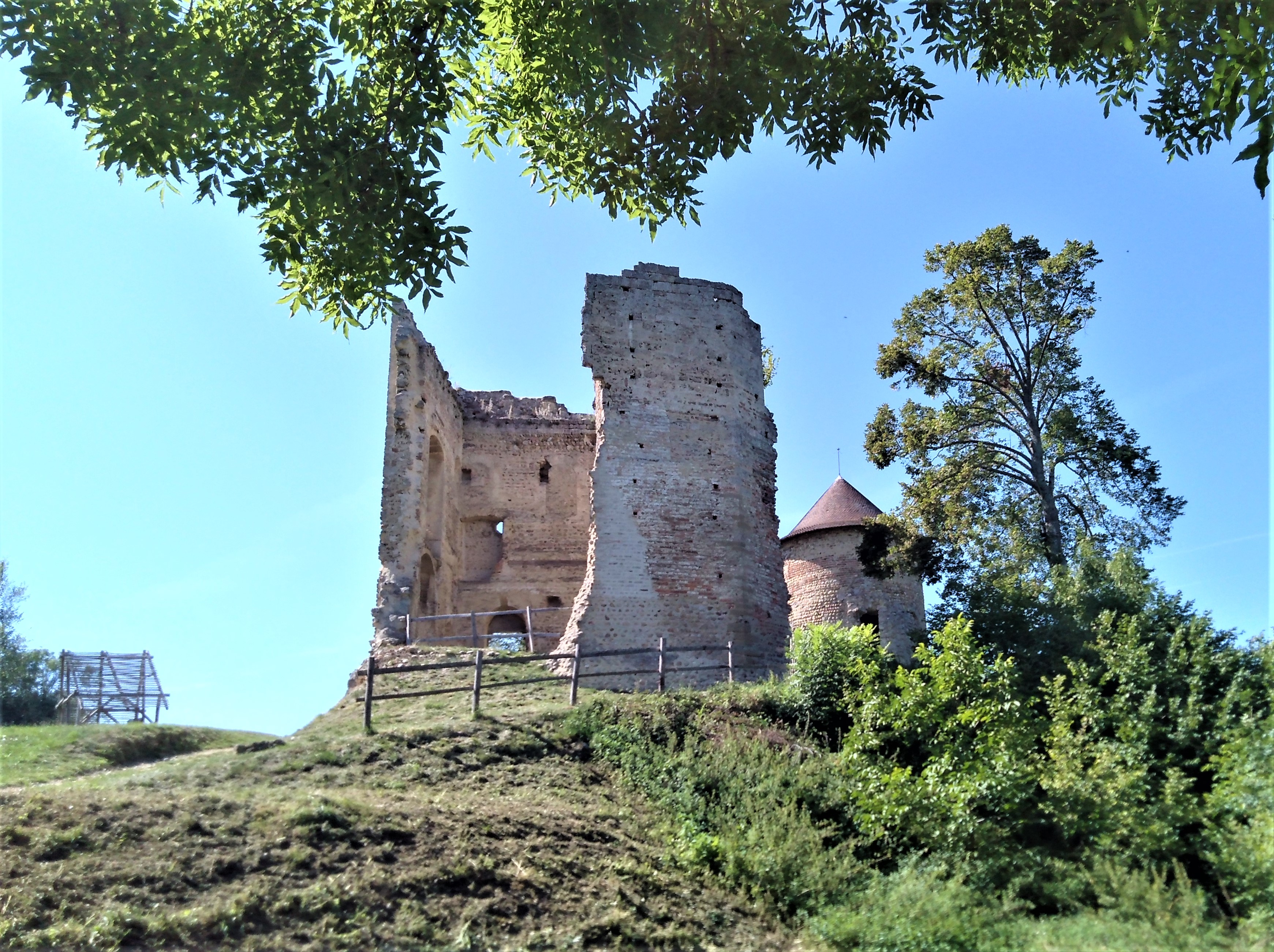
Die Ruinen der unter Philipp erbauten Burg Bocsozel (2019)

## Erwerb der Herrschaft Bresse
Zur Absicherung seines Besitzes im Viennois ließ Philipp die Befestigungen von Voiron ausbauen, das er durch die Erbeinigung mit seinen Brüdern erhalten hatte. Bei La Côte-Saint-André erworbenen Besitz tauschte er gegen Besitzungen um Burg Bocsozel, so dass seine Besitzungen nun an die Besitzungen seiner Schwester Beatrix in Les Échelles und an die seiner Schwägerin Beatrice dei Fieschi bei Saint-Genix-sur-Guiers grenzten. 1255 starb Gui de Bâgé, gegen den Philipp nach 1250 die Aufteilung der Herrschaft Bresse durchgesetzt hatte. Guis Erbin war seine minderjährige Tochter Sybille. 1262 starb Guis Bruder Renaud de Bâgé, der zweite Erbe von Bresse, kinderlos. Bis 1266 konnte Philipp nun von den weiteren Erben den Großteil von Bresse aufkaufen und die Vormundschaft für Sybille erwerben. Vor Juni 1266 verlobte er sie mit seinem minderjährigen Neffen Amadeus, dem zweiten Sohn seines verstorbenen Bruders Thomas, so dass er faktisch in den Besitz von ganz Bresse kam. Bis zu seinem Tod konnte er die Herrschaft nach Süden noch erweitern.
Philipp gelang es, trotz gelegentlicher Rivalitäten gute Beziehungen zu Guigues VII., dem Dauphin von Viennois zu unterhalten. Dieser war mit seiner Nichte Beatrix verheiratet und dazu ein Gegner von Philipps Gegner Graf Aymar III. von Valentinois. 1258 bat Philipp Kardinal Hugo von Saint-Cher, sich beim Papst zugunsten des Dauphins einzusetzen, der in einen Streit mit mehreren Bischöfen der Region verwickelt war. Der Dauphin billigte bis mindestens 1262 den Ausbau von Philipps Besitzungen entlang der Rhone. Als Philipp dann aber seine Besitzungen im Viennois weiter erweiterte, kam es zwischen den beiden zunehmend zu Spannungen.

## Graf von Savoyen

### Niederlegung seiner geistlichen Ämter
Nach dem Tod des jungen Graf Bonifaz von Savoyen 1263 trat Philipps Bruder Peter die Herrschaft in der Grafschaft an. Da der etwa sechzigjährige Peter bislang nur eine Tochter hatte, ernannte er 1264 Philipp zu seinem nächsten Erben. Auch Erzbischof Bonifatius von Canterbury ernannte Philipp zum Erben seiner Besitzungen in Savoyen. Aufgrund dieser absehbaren Erbfolgen begann Philipp, nach und nach seine geistlichen Ämter niederzulegen. Möglicherweise nahm er von 1265 bis 1266 am Feldzug von Karl von Anjou zur Eroberung von Sizilien teil. Vielleicht war er aber auch bei der Kurie in Rom, wo er angeblich im Streit mit Papst Clemens IV. auf seine geistlichen Ämter verzichtete. Im April 1266 versuchte er noch, einen Streit zwischen dem Dauphin von Viennois und dem Kathedralkapitel von Lyon um den Besitz von Annonay zu schlichten. Kurz darauf starb Erzbischof Jean de Bernin von Vienne. Als Dekan des Kathedralkapitels von Vienne bekam Philipp eine führende Rolle bei der Wahl eines neuen Erzbischofs. Er konnte so die Wahl von Guy d’Auvergne, einem Sohn von Graf Wilhelm X. von Auvergne und Mitglied des Kathedralkapitels von Lyon durchsetzen, obwohl dieser noch nicht das kanonisch vorgeschriebene Alter erreicht hatte. Im Juli 1266 bestätigte der Papst, dass Philipp sein Amt als Bischof von Valence niedergelegt hatte. Am 24. Februar 1267 wurden die Abrechnungen von Philipp als Bischof von Valence überprüft. Dabei wurde deutlich, dass er bis auf eine geringe Restschuld die erheblichen Schulden der Diözese, die er bei seinem Amtsantritt übernommen hatte, getilgt hatte. Dann legte er im Mai 1267 auf Drängen von Papst Clemens IV. sein Amt als Erzbischof von Lyon nieder.

### Heirat mit der Gräfin von Burgund
Kurz nachdem Philipp sein Amt als Erzbischof von Lyon niedergelegt hatte, heiratete er am 3. Juni 1267 in Lausanne Gräfin Adelheid von Burgund, die Witwe des im November 1266 gestorbenen Hugo von Chalon. Ihre Kinder waren noch minderjährig, so dass Philipp durch die Heirat Pfalzgraf von Burgund wurde. Adelheid und Philipp kannten sich mindestens seit 1255. Mit Philipp gewann sie einen einflussreichen Adligen aus der Region als Ehemann, der ihre und die Rechte ihrer Kinder gegen die Ansprüche ihrer Nachbarn und Verwandten verteidigen konnte. In dem Heiratsvertrag gewährte sie ihm eine jährliche Pension von 3000 Livres tournois und bis zu ihrem Tod das Recht der Verwaltung ihrer Besitzungen. Tatsächlich musste Philipp seinen Anspruch auf die Pfalzgrafschaft Burgund gegen Graf Theobald von der Champagne und Herzog Hugo IV. von Burgund verteidigen, die ebenfalls Ansprüche erhoben. Nach der Heirat unterstützte Philipp aber auch sofort seinen Bruder Peter, der sich gegen Graf Rudolf von Habsburg im Krieg um das Erbe der Grafen von Kyburg befand. Als Peter im Mai 1268 auf dem Totenbett in seinem Testament die Besitzungen der Familie aufteilte, reiste Philipp offenbar zu seinem sterbenden Bruder nach Pierre-Châtel. Er konnte ihn noch bewegen sein Testament so zu ändern, dass seine Tochter Beatrix einen geringeren Anteil an seinem Erbe erhielt. Nach dem Testament von Peter wurde Philipp sein Nachfolger als Graf von Savoyen. Sein eigentlich erbberechtigten Neffe Thomas, der älteste Sohn seines verstorbenen Bruders Thomas, akzeptierte offenbar ebenso wie sein Bruder Amadeus diese Erbfolge. Thomas war vor 1268 volljährig geworden und hatte als Erbe seines Vaters die Herrschaft im Piemont übernommen.

### Erbstreit mit seiner Nichte Beatrix von Savoyen
Nach dem Tod von Peter von Savoyen hatte Guigues VII., der Dauphin von Viennois als Ehemann von Peters Tochter Beatrix mit Faucigny und anderen Gebieten ein erhebliches Territorium nördlich von Savoyen geerbt. Bereits seit 1267 war es jedoch über Philipps Besitzungen im Viennois zu einer Fehde zwischen ihm und dem Dauphin gekommen. Als Philipp nun die Herrschaft in Savoyen antrat, kam es zum offenen Krieg zwischen ihm als Graf von Savoyen und dem Dauphin. Als wenige Monate nach Peters Tod seine Witwe Agnes von Faucigny am 11. August 1268 ebenfalls starb, verbündete sich Philipp bereits am nächsten Tag mit Beatrix von Faucigny, der Witwe des Barons Etienne II. de Thoire-Villars. Sie war die ältere Schwester von Agnes von Faucigny, doch sie hatte vom Erbe ihres Vaters Aymon de Faucigny nur einen kleinen Anteil erhalten. Nach dem Tod ihrer Schwester forderte sie nun von ihrer Nichte Beatrix einen gerechteren Anteil am Faucigny-Erbe, und ihr Sohn Humbert III. von Thoire-Villars verbündete sich mit Philipp. Im Oktober 1268 verbündete sich Philipp dann mit Pierre de Chalon, einem jüngeren Sohn von Jean le Sage. Er war damit ein jüngerer Bruder des ersten Ehemanns von Philipps Frau. Philipp vermittelte ihm die Ehe mit Beatrice Contesson, der jüngsten Tochter seines Bruders Amadeus. Vor ihrer Heirat musste sie in Belley zugunsten von Philipp auf alle Erbansprüche auf Savoyen verzichten. Zu Philipps weiteren Verbündeten gehörten Albert IV. de la Tour-du-Pin und Graf Renaud von Forez. Die Entscheidung in der Fehde fiel, als die Dauphine Beatrix 1269 durch die Herrschaft Thoire-Villars nach Faucigny reisen wollte. Sie wurde dabei von ihrer Tante Beatrix de Faucigny gefangen genommen und war noch freigekommen, als wenige Monate später ihr Mann Guigues VII. starb. Da ihre Kinder noch minderjährig waren, war die Dauphine nun ihren Gegnern ausgeliefert. Philipp bot sich nun als Vermittler an und leitete im Januar 1271 eine Konferenz über die Erbregelung von Guigues VII. Dieser hatte Herzog Robert II. von Burgund zum Verwalter eines Großteils seiner Besitzungen und zum Vormund für seinen jungen Sohn und Erben Jean de Viennois bestimmt. Die Dauphine Beatrix kam erst im August 1271 frei, als der englische Königssohn Edmund of Lancaster, der über seine Mutter ebenfalls mit dem Haus Savoyen verwandt war, auf dem Weg zum Kreuzzug ins Heilige Land durch Savoyen kam. Edmund konnte einen Ausgleich vermitteln, nach dem die Dauphine Aubonne und weitere Besitzungen an ihre Tante übergeben musste. An Philipp fiel dagegen das Chablais, das Waadtland und ihre Besitzungen im Wallis. Allerdings musste er im Sommer 1272 in einem Vertrag einräumen, dass diese Besitzungen nicht Teil von Savoyen sein würden, sondern nach seinem Tod wieder an den Dauphin von Viennois fallen würden. Nach ihrer Freilassung heiratete die Dauphine Beatrix 1273 in zweiter Ehe den südwestfranzösischen Adligen Gaston de Béarn. Nach dem Testament ihres ersten Mannes Guigues VII. verlor sie damit ihre Besitzungen im Viennois. Damit behielt sie nur ihren Anteil an Faucigny. Im September 1273 heiratete dann aber Anne, die ältere Tochter von Beatrix und nach ihrem Bruder Jean de Viennois die nächste Erbin, Philipps alten Rivalen Humbert de la Tour-du-Pin.

### Konflikt mit dem Herzog von Burgund
Neben der Fehde mit der Dauphine von Viennois musste Philipp seine Frau im Streit mit Herzog Hugo IV. von Burgund unterstützen. Dieser versuchte seit dem Tod von Jean le Sage 1267 Teile der Pfalzgrafschaft Burgund unter seine Kontrolle zu bringen. 1268 scheiterte eine Einigung zwischen Otto, dem ältesten Sohn von Philipps Frau Adelheid, und Herzog Hugo, worauf Philipp mit einer Armee in die Pfalzgrafschaft zog. Der Herzog überquerte darauf mit seinem Heer die Saône und marschierte durch die Pfalzgrafschaft nach Besançon. Bevor es aber zu einer Schlacht kam, nahmen die früheren Freunde Hugo und Philipp Verhandlungen auf. Schließlich gab Hugo seine Ansprüche auf die Pfalzgrafschaft auf, wofür Philipp ihm 11.000 Livres viennois zahlte. Im Dezember 1269 übertrug Philipp die so gekauften Rechte an seine Frau Adelheid, die sich bereit erklärte, ihm das Geld zu erstatten. Ihr Sohn Otto erklärte sich dazu bereit, seiner Mutter bis zu ihrem Tod die Herrschaft in der Pfalzgrafschaft zu überlassen.

### Regierung von der Pfalzgrafschaft Burgund und von Savoyen
Als Pfalzgraf von Burgund, Graf von Savoyen und Herr im Viennois zog Philipp, oft in Begleitung seiner Frau Adelheid, durch seine umfangreichen Besitzungen. Er erhob Abgaben, gewährte Städten wie Dole neue Privilegien oder schlichtete Konflikte. Aufgrund seines Alters wurde er aber dabei zunehmend von seinen Neffen und Stiefkindern unterstützt. In Savoyen setzte Philipp die von seinem Bruder Peter begonnenen Verwaltungsreformen fort. Dabei führte er selbst Verbesserungen ein, darunter ein neues System für die Abrechnungen, die die Kastlane dem gräflichen Rechnungshof vorlegen mussten. Nach dem Vorbild von Savoyen führte er auch im Viennois, in der Herrschaft Bresse und im Val di Susa Verwaltungs- und Justizreformen durch. Spätestens ab 1269 wurden die Ausgaben des gräflichen Haushalts erfasst, so dass er vermutlich der erste Graf von Savoyen war, der diese Ausgaben erfassen ließ. Wie seine Vorgänger versuchte er Städte wie Évian, Pont-de-Veyle, Sagy und Châtillon-sur-Chalaronne mit der Gewährung von wirtschaftlichen Vorteilen zu fördern. Unter anderem gewährte er den Städten das Recht, ihre eigenen Steuererheber zu bestimmen. 1271 versuchte er, eine neue, einheitliche Münzwährung in seinen Besitzungen einzuführen, die Moneta fortis nova oder kurz Fortis genannt wurde. Dazu gewährte er Kaufleuten aus Mailand und Novara Zollermäßigungen, wenn sie die Alpenpässe in seinem Hoheitsbereich benutzten.
Als Graf von Savoyen setzte Philipp die unnachgiebige Politik seines Bruders Peter gegenüber dem lokalen Adel fort. Im Aostatal sorgte der Adlige Guillaume de Montjovet für Unfrieden. Er hatte nach dem Tod von Graf Peter mit Hilfe von verbündeten Adligen die beschlagnahmte Familienburg Castello di Saint-Germain zurückerobert. Jetzt verweigerte er Philipp als neuem Grafen die Huldigung. Erst im Herbst 1271 fand Philipp die Zeit, die Angelegenheit zu regeln und begann mit Verhandlungen. Aymon de Challant, der bereits von Peter bestraft worden war, hatte Montjovet bei der Eroberung der Burg unterstützt, weshalb ihm Philipp den Titel Vicomte entzog. Im November 1273 konnte Philipp mit Montjovet eine Einigung erzielen. Montjovet zahlte eine Strafe von 500 Livres viennois, huldigte Philipp und schwor, fortan keine Kaufleute mehr zu behelligen. Im Juni 1274 übergab Philipp ihm in einer öffentlichen Zeremonie wieder Castello di Saint-Germain. Von 1276 bis 1277 musste Philipp die Herren von Saint Martin im Aostatal gewaltsam unterwerfen, bis diese im Oktober 1277 auf Bard verzichteten und eine Strafe zahlten. Einige Jahre später konnte er nach Streitereien innerhalb der Familie Gignod deren Castello di Gignod kaufen. Im Juni 1277 setzte Philipp Iblet de Challant als neuen Vicomte im Aostatal ein, beschnitt aber dessen Rechte. 1278 erwarb er Rechte an La Thuile und 1279 erwarb er von der Familie Aigueblanche das Amt des Vicomte von Briançon und Tarentaise, so dass er die volle Kontrolle über den Kleinen Sankt Bernhard Pass erhielt. Nach dem Tod seines Bruders Erzbischof Bonifatius 1270 und seiner Schwägerin Cécile des Baux 1275 zog er als rechtmäßiger Erbe deren Besitzungen ein.

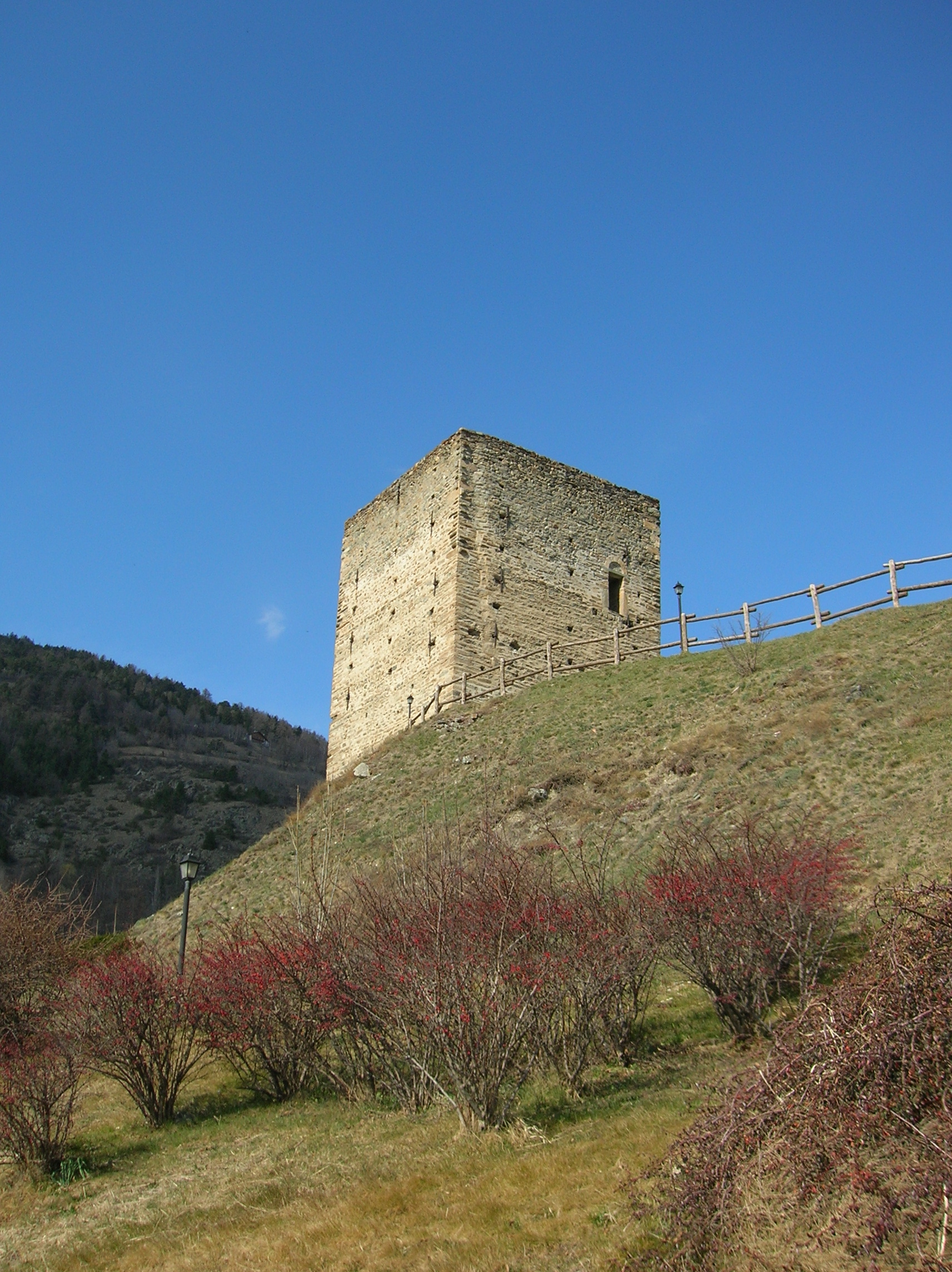
Der von Philipp um 1280 erworbene Torre di Gignod im Aostatal

### Verhältnis zu den benachbarten Bischöfen
Philipp hatte erkannt, dass die Fehden, die sein Bruder Peter mit Bischof Henri de Rarogne von Sitten geführt hatte, dem Handel im Wallis geschadet hatten. Er befürchtete, dass der Bischof und auch dessen Nachfolger weiterhin versuchen würden, die an Savoyen verlorenen Besitzungen zurückgewinnen. Deshalb hielt es Philipp für klüger, dem Bischof im November 1268 die umstrittenen Burgen im unteren Wallis zurückzugeben, als die teuren Fehden fortzuführen und so den einträglichen Handel zu stören. Nach dem Tod von Henri de Rarogne schloss er 1271 mit dem neuen Bischof Rudolf von Valpelline ein gegenseitiges Verteidigungsbündnis, das auch zur Förderung des Handels dienen sollte.
Während er gegenüber dem Bistum Sitten nachgab, versuchte Philipp seinen Einfluss auf andere benachbarte Bistümer auszuweiten. Im Erzbistum Tarentaise beanspruchte er nach dem Tod von Bischof Rodolphe Grossi 1271 zu Unrecht die Verwaltung der vakanten Diözese, obwohl diese seit 1186 reichsfrei war. Der neue Erzbischof Pierre zahlte ihm im Mai 1272 sogar eine Gebühr, damit Philipp ihm die Temporalien übergab. Dann versuchte Philipp, über das in seinem Besitz befindliche Dorf Salins seinen Einfluss auf den Bischofssitz Moûtiers auszudehnen und erwarb das Recht, dort die Marktgebühren zu erheben. Hiergegen leistete Erzbischof Pierre aber Widerstand, worauf im März 1276 eine Schlichtung erfolgte. Diese bestätigte aber weitgehend die zu Unrecht beanspruchten Rechte von Philipp. Aymon de Miolans, der 1273 zum Bischof von Maurienne gewählt worden war, wehrte sich energischer gegen die Ansprüche von Philipp. Philipp hatte versucht, seine Gerichtshoheit auf das Bistum Maurienne auszuweiten. 1279 oder 1280 kam es zu einem Handgemenge zwischen Gefolgsleuten des Bischofs und Gefolgsleuten von Philipp, bei dem Philipps Kastlan von Hermillon verwundet wurde. Dazu beanspruchte Philipp die Herrschaft Argentine, die er aber schließlich dem Bischof überlassen musste.

### Kampf gegen Karl von Anjou im Piemont
Im Piemont sah sich Philipp der Gegnerschaft von Karl von Anjou, dem Grafen der Provence, und der von Markgraf Wilhelm VII. von Montferrat gegenüber. Im Januar 1269 erneuerte der Markgraf seine Erbansprüche auf die Besitzungen des Hauses Savoyen im Piemont, die er als Sohn einer Tochter von Philipps Bruder Graf Amadeus und dessen früheren Testamenten beanspruchte. Philipp wies diese Ansprüche zurück, worauf der Abt von San Michele und Markgraf Thomas I. von Saluzzo in dem Streit vermitteln sollten. Dieser Streit geriet aber in den Hintergrund, nachdem Karl von Anjou 1268 seine Herrschaft über das Königreich Sizilien gesichert hatte. Er versuchte nun, seinen Einfluss im Piemont zu erweitern. Bis 1271 hatte er die Städte Turin, Chieri, Alessandria und Ivrea unter seine Kontrolle gebracht. Daraufhin schloss sich Philipp einem von Markgraf Wilhelm geführtem Bündnis gegen Karl von Anjou an, dem auch Asti angehörte. Markgraf Wilhelm suchte auch die Unterstützung von König Alfons X. von Kastilien, der auch die römisch-deutsche Krone beanspruchte. Angesichts des Bündnisses seiner Gegner stoppte Karl von Anjou im Mai 1272 seine aggressive Politik im Piemont gegenüber Savoyen.

### Rivalität mit Rudolf von Habsburg im Waadtland
Da Philipp durch den Krieg gegen den Herzog von Burgund und den Dauphin gebunden war, hatte er kaum Möglichkeiten, im Waadtland aktiv einzugreifen. Dennoch konnte er dort weitgehend das Erbe seines Bruders antreten. Im September 1268 besuchte er Bern und das Priorat Payerne, um dort als Erbe von Peter als Schutzherr anerkannt zu werden. Die Stadt Bern übergab ihm die ihm zustehenden Einkünfte, erkannte ihn aber nur als Schutzherrn an, solange es keinen allgemein anerkannten König in Deutschland gab. Im September 1273 wurde jedoch Graf Rudolf von Habsburg, sein Rivale um die Vorherrschaft im Waadtland, zum neuen römisch-deutschen König gewählt. Um die gleiche Zeit starb Philipps Schwester Margarete von Savoyen, die verwitwete Gräfin von Kyburg. Nun fiel nicht nur das Wittum von Margarete an Habsburg, sondern Philipp verlor auch seine Stellung als Schutzherr von Bern. Angesichts der übermächtigen Gegnerschaft des neuen Königs suchte Philipp diplomatische Unterstützung. Nach dem Tod von König Ludwig IX. von Frankreich 1270 war dessen Sohn Philipp III. König geworden. Als der König Ende 1271 auf dem Heimweg vom Siebten Kreuzzug über den Col du Mont Cenis zog, eskortierte Philipp seinen Großneffen und stellte ihm seine Burgen entlang der Strecke zur Übernachtung zur Verfügung. Als im Sommer 1273 der neue englische König Eduard I. und dessen Frau Eleonore von Kastilien ebenfalls auf dem Heimweg vom Kreuzzug durch Savoyen zogen, eskortierte Philipp auch diesen Großneffen von Aiguebelle bis Saint-Georges-d’Espéranche. Am 25. Juni huldigte Philipp dem englischen König für die vier Burgen, die sein Bruder Amadeus seit 1246 als Lehen von Eduards Vater Heinrich III. gehalten hatte. Daraufhin ordnete der englische König die Zahlung der 1246 vereinbarten jährlichen Pension von 200 Mark an Philipp an. Schließlich begrüßte Philipp im Oktober 1273 Papst Gregor X., der auf dem Weg zum Konzil in Lyon über den Col du Mont Cenis zog. Der Papst hatte als Kanoniker dem Kathedralkapitel von Lyon angehört, als Philipp dort Erzbischof war, und Philipp geleitete ihn bis Lyon. Mit dem Zweiten Konzil von Lyon versuchte der Papst den Streit um das römisch-deutsche Königtum beizulegen. Anschließend hoffte er, dass er die Herrscher für einen gemeinsamen Kreuzzug ins Heilige Land gewinnen konnte. Im Juni 1274 bestätigte der Papst die Wahl von Rudolf von Habsburg zum König. Um die Rivalitäten zwischen Rudolf und Karl von Anjou beizulegen, wurde die Heirat von Rudolfs Tochter Klementia mit Karls Enkel Karl Martell vorgeschlagen. Zwar versuchte der Papst auch, den Streit zwischen Rudolf von Habsburg und Philipp von Savoyen um das Waadtland beizulegen, doch Philipp sah sich schon durch ein Bündnis seines Erzrivalen im Waadtland, Rudolf von Habsburg und seinem Rivalen im Piemont, Karl von Anjou in die Zange genommen.

### Diplomatische Bemühungen um ein Bündnis gegen Karl von Anjou
Karl von Anjou hatte wiederholt versucht, seine Herrschaft in der Provence zur Herrschaft über ein neu errichtetes Königreich Arelat auszuweiten. Diese Pläne gefährdeten natürlich die Stellung der Grafen von Savoyen. 1275 kam es jedoch zu einer Revolte in den Städten des Piemont gegen die Vertreter von Karl von Anjou. Im November 1275 schlug ein von Wilhelm von Montferrat geführtes Heer mit Unterstützung aus Kastilien die Truppen von Karl von Anjou bei Roccavione. Nach dieser schweren Niederlage flüchteten die angevinischen Truppen aus dem Piemont. Als im Januar 1276 Papst Gregor X. starb, wurde das Heiratsbündnis zwischen Karl von Anjou und Rudolf von Habsburg zunächst nicht weiterverfolgt. Ab 1275 erhielt Philipp diplomatische Unterstützung durch seine Nichten Margarete und Eleonore, den verwitweten Königinnen von Frankreich bzw. England. Vor allem Margarete erhob wieder Erbansprüche auf die Provence und konnte ihren Sohn König Philipp III. überzeugen, eine Gesandtschaft zu König Rudolf von Habsburg zu schicken. Dieser sah eine Gelegenheit, Karl von Anjou, seinen Rivalen in Italien, zu schaden. Um das geplante Heiratsbündnis zwischen Karl und Rudolf zu konterkarieren, schlugen die beiden Königswitwen auch eine Heirat von Rudolfs Sohn Hartmann mit Johanna, einer Tochter des englischen Königs Eduard I. vor. Der französische und der englische König würden in diesem Fall die Kaiserkrönung von Rudolf und eine Krönung von Hartmann zum römisch-deutschen König unterstützen. Die beiden Königswitwen stellten aber die Bedingung, dass Rudolf dafür auch Frieden mit ihrem Onkel Philipp von Savoyen schloss. Tatsächlich war der römisch-deutsche König im Frühjahr 1278 zu Verhandlungen mit Philipp bereit, doch dann intervenierte der neue Papst Nikolaus III., der wieder ein Bündnis zwischen Habsburg und Anjou anstrebte. Philipps Stellung wurde weiter geschwächt, als kurz vor Ostern 1279 seine Frau Adelheid von Burgund starb. Ihr Erbe wurde ihr Sohn Otto, so dass Philipp seine Stellung als Pfalzgraf von Burgund verlor. Papst Nikolaus starb im August 1280, doch auch sein Nachfolger, der im Februar 1281 gewählte Martin IV. unterstützte ein Heiratsbündnis zwischen Anjou und Habsburg.

### Krieg mit Habsburg und Anjou
Bereits 1277 hatte Philipp versucht, die Rechte an der Stadt Freiburg im Waadtland zu kaufen, die dann aber von einem Sohn von König Rudolf von Habsburg erworben wurden. Als Philipp dann versuchte, mit hohen Zöllen die Stadt faktisch zu blockieren, baten die Bürger den König um Unterstützung. Vermutlich ab Oktober 1281 kam es zum Krieg zwischen Savoyen und Habsburg. Vermutlich verlor ein Heer von Philipp eine Schlacht gegen ein von Hartmann von Habsburg geführtes Heer, denn am 6. Dezember musste er um Frieden bitten. Hartmann ertrank aber kurz vor Weihnachten 1281 bei einem Bootsunglück. Damit waren auch die Bemühungen von Margarete von Frankreich um ein Heiratsbündnis zwischen Savoyen und Habsburg gescheitert. Dennoch versuchte die Königswitwe weiterhin, unterstützt von Otton de Grandson, dem aus Savoyen stammenden Gesandten des englischen Königs, eine Verständigung zwischen Habsburg und Savoyen im Waadtland zu erreichen. Im Oktober 1281 trafen sich die Vertreter eines von Margarete initiierten Bündnisses gegen Karl von Anjou in Mâcon. Dem Bündnis gehörte neben Philipp und seinem Neffen Thomas auch Edmund of Lancaster, Otton de Grandson, Herzog Robert II. von Burgund sowie mehrere Bischöfe und Barone aus der Region an. Im Winter von 1281 bis 1282 zog Karl von Anjou eine starke Flotte und Armee in Marseille zusammen, um seine Pläne für eine Eroberung von Arelat umzusetzen. Als jedoch die Sizilianische Vesper Ostern 1282 seine Herrschaft auf Sizilien beendete, musste er zunächst vergeblich versuchen, die Herrschaft über die Insel zurückzugewinnen. Damit waren seine Expansionspläne im Arelat gescheitert. Durch Vermittlung von Papst Martin IV. konnte im Sommer 1282 ein Frieden zwischen Philipp und König Rudolf geschlossen worden. In diesem erkannte der König Philipp bis zu dessen Tod als rechtmäßigen Besitzer seiner Besitzungen im Waadtland an. Nach Philipps Tod sollten Murten und Gümmenen aber als erledigte Lehen zurück an den König fallen, und auch die Rechte des Grafen von Savoyen in der Stadt Lausanne sollten überprüft werden.

### Erneuter Krieg gegen Beatrix von Savoyen und Rudolf von Habsburg
Nach dem Tod von Philipps Neffen Thomas von Piemont im April 1282 übernahm dessen Witwe Guia von Burgund im Piemont die Regentschaft für ihre minderjährigen Söhne. Unterstützt von Gesandten des englischen Königs und von Königin Margarete von Frankreich konnte Philipp im Mai 1282 mit Markgraf Wilhelm VII. von Montferrat einen Waffenstillstand schließen, in dem dieser den Besitzstand im Piemont anerkannte. Spätestens ab 1279 hatte sich der Streit zwischen Philipp und seiner Nichte Beatrix, der Grand Dauphine, um Faucigny erneut zugespitzt. Vor März 1280 war es zur offenen Fehde gekommen, die Ende 1281 durch einen Kompromiss beigelegt worden war. Nach dem Tod von Thomas von Piemont versuchte Beatrix aber, unterstützt von ihrem Schwiegersohn Humbert de la Tour-du Pin und Graf Amadeus II. von Genf, ihr Erbe, das sie Philipp bis zu seinem Tod überlassen hatte, zurückzuerobern. Vermutlich ab Oktober 1282 kam es erneut zum offenen Krieg. Philipp ließ Burg Avalon bei Saint-Maximin, Bellecombe und die Burg von La Buissière angreifen. Nun nahm sich jedoch König Rudolf der Sache von Beatrix an. Er brach den im Vorjahr mit Philipp geschlossenen Frieden und begann im Frühjahr 1283 einen erneuten Krieg im Waadtland. Der weit über 70-jährige Philipp überließ die Kämpfe seinen Neffen Amadeus und Ludwig, die Ende 1283 einen Frieden mit Gebietsverlusten akzeptieren mussten. Der Krieg gegen die Grand Dauphine Beatrix zog sich bis nach Philipps Tod hin.

### Regelung der Erbfolge
Durch den Tod von Thomas von Piemont war die Erbfolge in Savoyen ungeklärt. Die Söhne von Thomas waren noch kleine Kinder, weshalb Philipp sich entschloss, seinen zweitältesten Neffen Amadeus als Erben einzusetzen. Die Söhne von Thomas sollten die Besitzungen im Piemont erben, was ihre Mutter Guia von Burgund offenbar akzeptierte. Ludwig, der jüngere Bruder von Thomas und Amadeus, sollte nach Philipps Plänen das Waadtland erben. Mit diesem Anteil war Ludwig aber nicht zufrieden. Zum einen hatte Rudolf von Habsburg gerade wesentliche Teile der Region erobert, zum anderen glaubte Ludwig, angesichts seiner militärischen Leistungen in den letzten Kriegen einen größeren Anteil verdient zu haben. Daraufhin berief Philipp eine Familienkonferenz ein, um den Streit zu schlichten. Auch Margarete von Frankreich, Herzog Robert von Burgund und König Eduard von England wurden gebeten, in dem Erbstreit zu vermitteln. Philipp erlebte die im Januar 1286 erreichte Einigung zwischen Amadeus und Ludwig nicht mehr. Bereits im Oktober 1284 hatte er sich in einem Brief als gebrechlich, aber mit gesundem Geist bezeichnet. Vor Sommer 1285 verlegte er seine Residenz in das Château de la Rochette. Der Überlieferung machte er noch Stiftungen an Kirchen und Hospize und Schenkungen an die Armen und an die Angehörigen seines Haushalts. Am 10. August 1285 bat er noch in einem Brief seine Nichte Eleonore von der Provence, sich rasch für eine Einigung in dem Erbstreit einzusetzen. Er starb wenige Tage später und wurde in Hautecombe beigesetzt.

## Nachwirkung
Als Kleriker war Philipp mit seinen Pfründen im Königreich Arelat, in Flandern, in Lothringen und in England das Beispiel eines Pfründensammlers des 13. Jahrhunderts, der dazu noch nicht einmal zum Priester geweiht worden war. Die Chronisten des 15. Jahrhunderts stellten ihn vor allem als Kriegsherrn und weniger als Geistlichen dar. In der späteren Geschichtsschreibung wurde er eher abfällig und negativ beurteilt. Als Kleriker galt er als Heuchler, und als Graf wurde er wegen der erlittenen Gebietsverluste als schwach und unfähig beurteilt. Diese Beurteilungen vernachlässigen seine Erfolge als Kleriker in seinen frühen Jahren. Tatsächlich war Philipp als Erzbischof ein erfolgreicher Diplomat, Staatsmann und auch Militär, allerdings war er kein Vorbild an Frömmigkeit. Als Graf erbte er als bereits alter Mann eine schwierige politische Lage. Obwohl er auch Kriege führen ließ, konnte er hier keine großen Erfolge erreichen. Er war vor allem ein umsichtiger Staatsmann, der geschickt Verhandlungen führen konnte und sich in seiner schwierigen Situation mit Verlusten behaupten konnte. Dazu setzte er erfolgreich die von seinem Bruder Peter begonnenen Verwaltungs-, Justiz- und Finanzreformen fort, womit er wesentlichen Anteil an der Entstehung einer zentralen Bürokratie in Savoyen hatte.